# Pentti Nikula
Pentti Nikula (né le 3 février 1939 à Somero) est un athlète finlandais spécialiste du saut à la perche.

## Biographie
Le 22 juin 1962 à Kauhava, Pentti Nikula établit un nouveau record du monde du saut à la perche avec une barre à 4,94 m, améliorant d'un centimètre la meilleure marque mondiale réalisée deux mois plus tôt par l'Américain Dave Tork. Il participe peu après aux Championnats d'Europe de Belgrade et remporte le concours avec une hauteur de 4,80 m, devançant de vingt centimètres le Tchécoslovaque Rudolf Tomásek. Le 2 février 1963, à l'occasion de la réunion en salle de Pajulahti, Pentti Nikula devient le premier homme à franchir la barre des 5 mètres en indoor et le même jour il franchira 5,10 m. L'Américain Brian Sternberg étant le premier perchiste à réaliser cette performance en plein air, quelques semaines plus tard à Philadelphie.
Vainqueur des Championnats de Finlande en 1962 et 1964, il participe aux Jeux olympiques de Tokyo et se classe septième de la finale avec un saut à 4,90 m.

## Palmarès
| Date | Compétition           | Lieu     | Place |
| ---- | --------------------- | -------- | ----- |
| 1962 | Championnats d'Europe | Belgrade | 1er   |
| 1964 | Jeux olympiques       | Tokyo    | 7e    |

## Sources
- Robert Parienté et Alain Billouin, La Fabuleuse Histoire de l'athlétisme, Paris, Minerva 2003